# Le Rouget
Le Rouget är en kommun i departementet Cantal i regionen Auvergne-Rhône-Alpes i mitten av Frankrike. Kommunen ligger  i kantonen Saint-Mamet-la-Salvetat som ligger i arrondissementet Aurillac. År 2018 hade Le Rouget 963 invånare.

## Befolkningsutveckling
Antalet invånare i kommunen Le Rouget
Referens:INSEE